# Cristobal Llorens

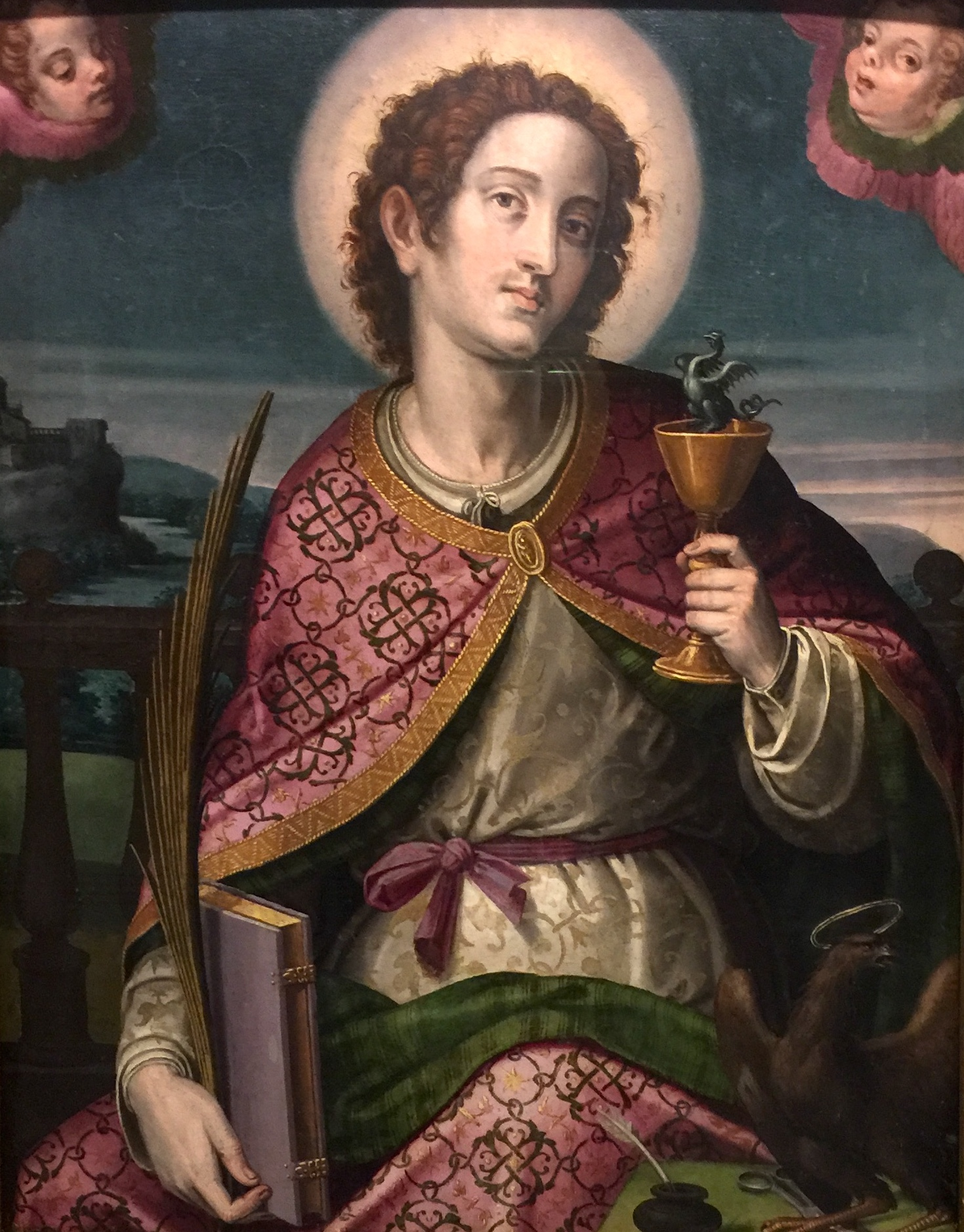
Saint Jean l'évangéliste (musée des Beaux-Arts de Valence)

Cristóbal Llorens (vers 1553-1617) est un peintre valencien de la fin de la Renaissance. Il a été le disciple et le continuateur du style de Juan de Juanes.
Il est né à Bocairent. Il a appris l'art de la peinture tout en étudiant le métier de notaire, avec l'aide de son frère Onofre Llorens, qui était chirurgien.
Il a réalisé de nombreux retables, tant dans la région valencienne que dans la province d'Alicante, mais la plupart de ceux-ci ont disparu. En 1591, invité à participer à la décoration de la nouvelle salle du palais de la Generalitat, il refuse en invoquant son travail au retable du Rosaire dans la paroisse d'Elda, qu'il termine un an plus tard. En 1593, il se trouvait à Caudete, en train de peindre le retable des Âmes, également perdu. En 1594, après un travail pour les dominicains à Onteniente, il obtient un contrat du monastère de San Miguel de los Reyes pour les peintures des retables de Saint Sébastien et Marie-Madeleine, auxquels il travaille jusqu'en 1597. La même année, il obtient le contrat de la dorure du retable majeur de la paroisse de l'Assomption d'Alaquàs, qui est, avec le retable de Saint Joseph dans la même église, caractéristique de son style, remarquable par la précision du dessin, les visages anguleux, un pinceau net et attentif aux détails, avec des paysages en arrière-plan de style flamand. Ces traits apparaissent aussi dans le tableau de Saint Jean l'évangéliste du musée des Beaux-Arts de Valence ou dans les panneaux d'un retable consacré aux mystères du rosaire, conservés à l'église Santa Maria d'Alcoy.
En 1607, il est nommé conservateur d'un collège de peinture que la corporation locale des peintres se proposait de créer à Valence. Il continue aussi de voyager pour réaliser des retables majeurs à Torrente (1607), Cuatretonda (1608-11) et Vinaroz, tous disparus.

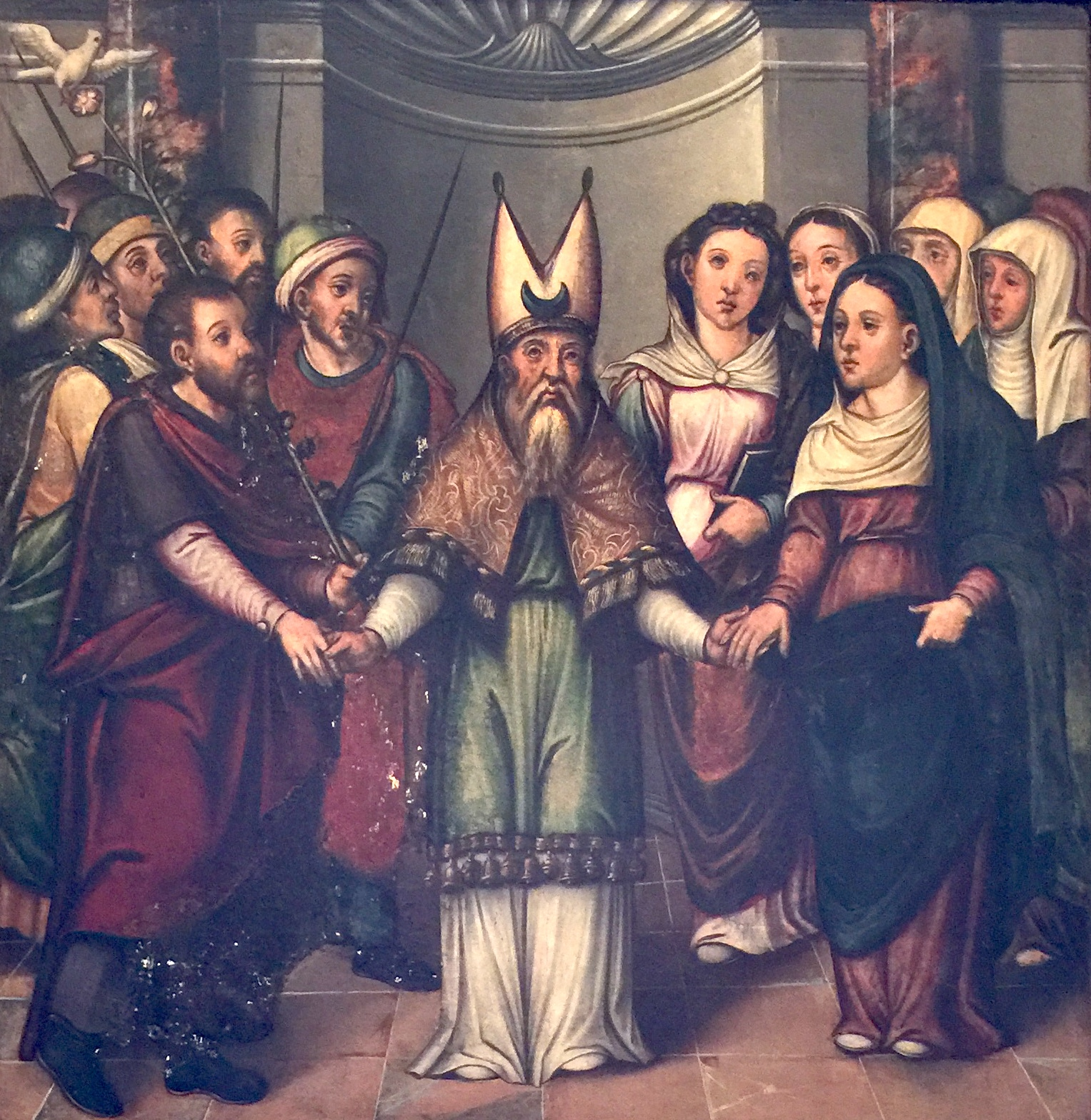
Saintes épousailles. Collégiale Sainte-Marie de Xàtiva
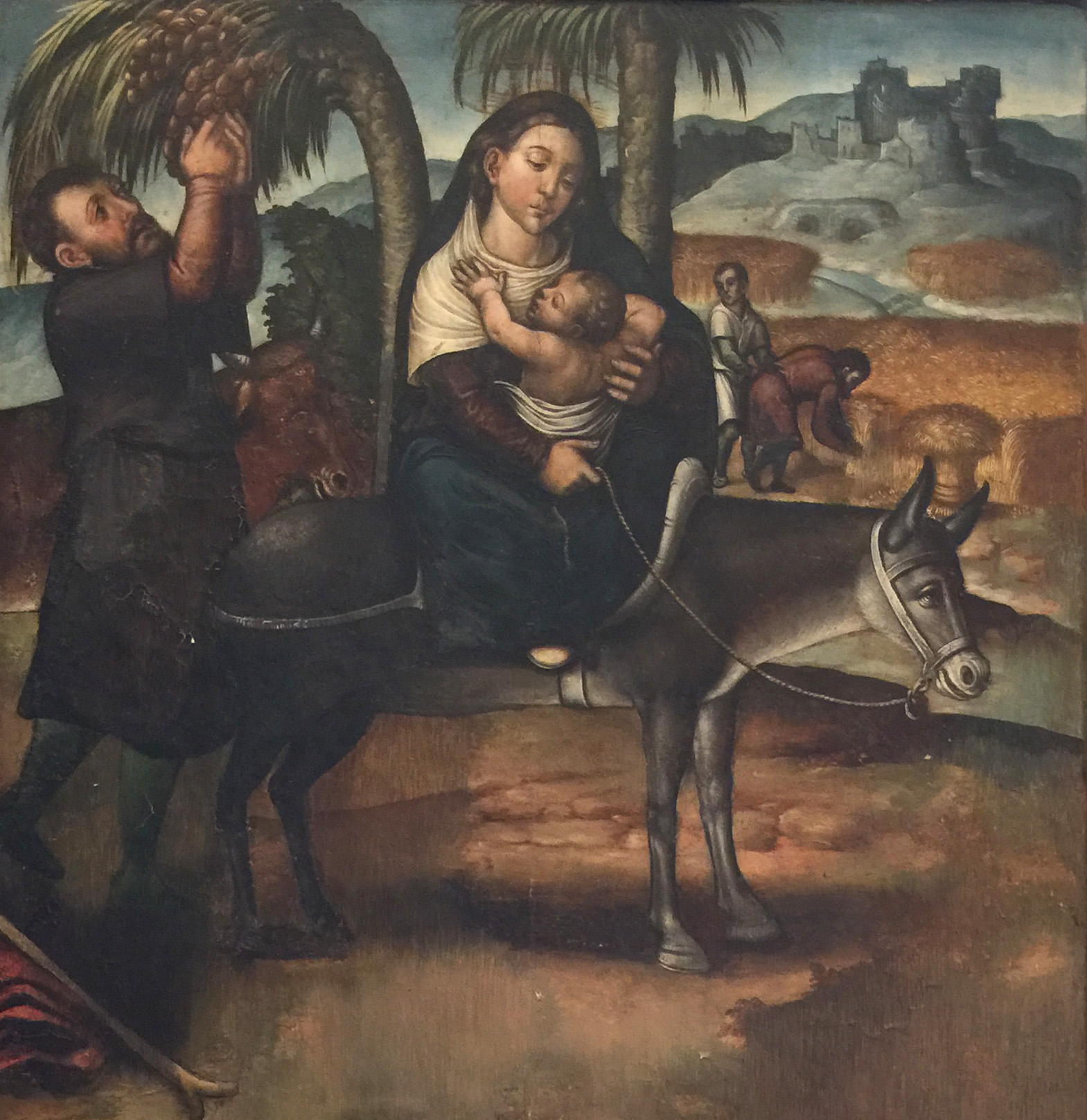
Fuite en Égypte. Collégiale Sainte-Marie de Xàtiva
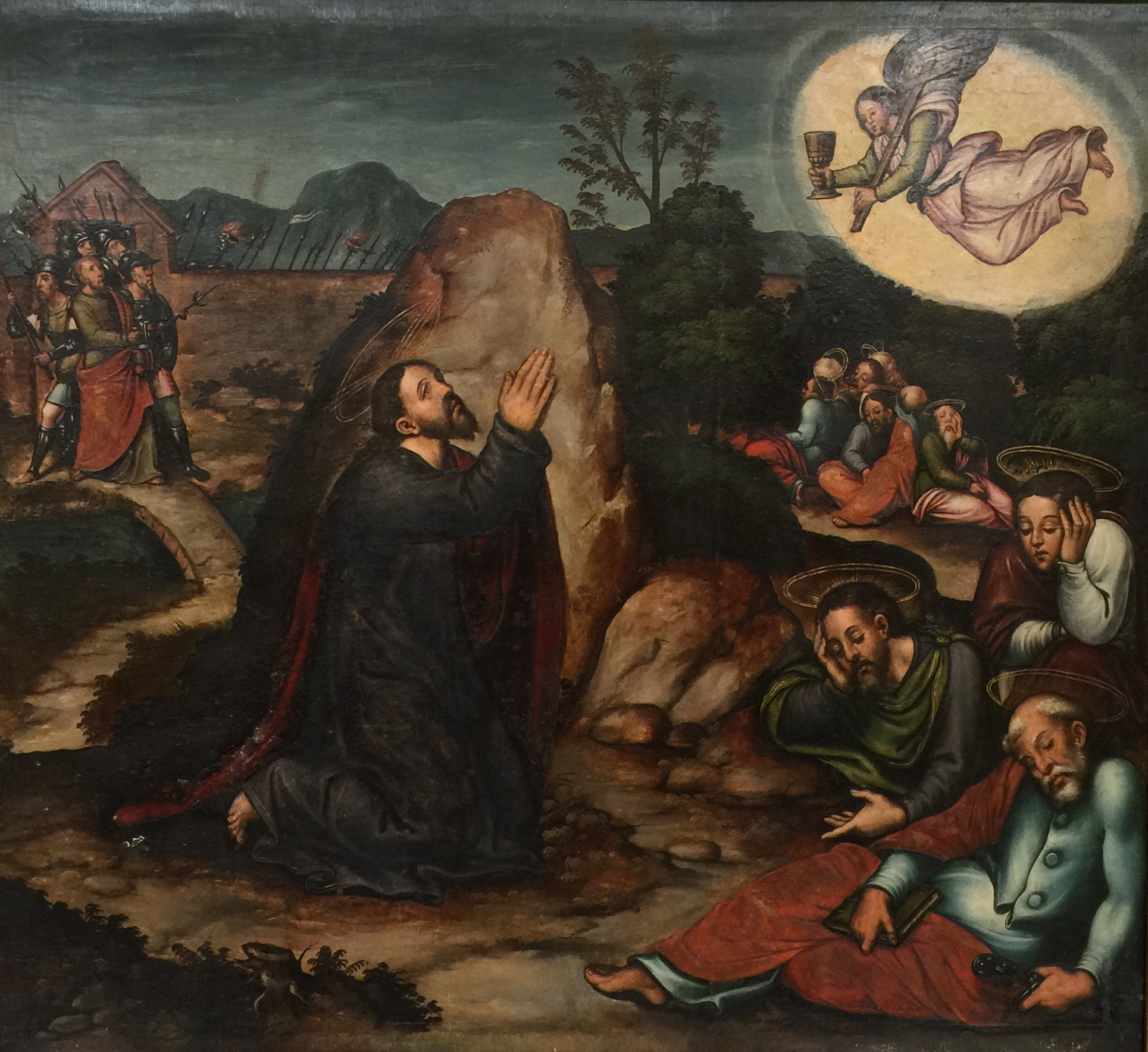
Jésus au jardin des oliviers. Collégiale Sainte-Marie de Xàtiva

## Sources
- Fernando Benito Domenech, ed. Cinco siglos de pintura valenciana, Obras del Museo de Bellas Artes de Valencia, Madrid, Museo de Bellas Artes de Valencia-Fundación Central Hispano, 1996,  (ISBN 84-920722-6-1), pp. 54 y 212.
- Borja Franco Llopis, La pintura valenciana entre 1550 y 1609. Cristología y adoctrinamiento morisco, Lleida-València, Espai/Temps, 53, 2008,  (ISBN 978-84-370-7284-5) (Universitat de València), pp. 194-195.

- (es) Cet article est partiellement ou en totalité issu de l’article de Wikipédia en espagnol intitulé « Cristóbal Llorens » (voir la liste des auteurs).